# Wyścigowe Samochodowe Mistrzostwa Polski 2011
Sezon 2011 był pięćdziesiątym piątym sezonem Wyścigowych Samochodowych Mistrzostw Polski.

## Kalendarz
Źródło: motocaina.pl
| Data               | Tor             | Miejsce         | Klasa                |
| ------------------ | --------------- | --------------- | -------------------- |
| 29 kwietnia–1 maja | Hungaroring     | Mogyoród        | WSMP, Endurance      |
| 27–29 maja         | Tor Poznań      | Poznań          | WSMP, WPP, Endurance |
| 1–3 lipca          | Tor Poznań      | Poznań          | WSMP, WPP, Endurance |
| 19–21 sierpnia     | Slovakiaring    | Orechová Potôň  | WSMP, Endurance      |
| 26–28 sierpnia     | Pannónia-Ring   | Ostffyasszonyfa | WSMP, Endurance      |
| 16–18 września     | Tor Poznań      | Poznań          | WSMP, WPP, Endurance |
| 23–25 września     | Masaryk Circuit | Brno            | WSMP, Endurance      |
| 7–8 października   | Tor Poznań      | Poznań          | WPP                  |

## Mistrzowie
Źródło: chronopn.neostrada.pl
| Klasa             | Kierowca                                                              | Samochód              | Zespół                                           |
| ----------------- | --------------------------------------------------------------------- | --------------------- | ------------------------------------------------ |
| Endurance         | Miro Konôpka Teodor Myszkowski                                        | Porsche 997 RSR       | ARC Bratislava                                   |
| Endurance kl.6    | Paweł Szymański Teodor Myszkowski Maciej Stańco Krzysztof Spyra       | Renault Mégane Trophy | Fuchs Star Moto                                  |
| Endurance kl.5    | Maciej Marcinkiewicz Adam Muzyczuk Jakub Marcinkiewicz Dariusz Pingot | Radical RS3           | Marcinkiewicz                                    |
| Endurance kl.4    | Miro Konôpka Teodor Myszkowski                                        | Porsche 997 RSR       | ARC Bratislava                                   |
| Endurance kl.3    | Marcin Gawarecki Andrzej Lewandowski                                  | Porsche 997 GT3       | Nostress Motorsport                              |
| Endurance kl.2    | Adam Głowiński Paweł Tarnawski Luis Scarpaccio                        | Alfa Romeo 147        | Nostress Motorsport                              |
| Grand Prix Polski | Miro Konôpka                                                          | Saleen S7R            | ARC Bratislava                                   |
| E1 +3500          | Miro Konôpka                                                          | Saleen S7R            | ARC Bratislava                                   |
| E1 3500           | Andrzej Lewandowski                                                   | Porsche 997 GT3       | Automobilklub Wielkopolski - Nostress Motorsport |
| E2 +2000          | Paweł Potocki                                                         | Renault Mégane Cup    | Automobilklub Wielkopolski - Fuchs Star Moto     |
| E1 2000           | Łukasz Byśkiniewicz                                                   | Renault Clio          | Automobilklub Polski                             |
| WPP kl.9          | Józef Dziób                                                           | Alfa Romeo 75         | Automobilklub Wielkopolski                       |
| WPP kl.8          | Piotr Gembicki                                                        | Honda CRX             | Automobilklub Wielkopolski                       |
| WPP kl.7          | Krzysztof Steinhof                                                    | Kia Cee'd             | AMK Tarnów                                       |
| WPP kl.6          | Izabella Szwarczyńska                                                 | Kia Picanto           | Automobilklub Wielkopolski                       |
| WPP kl.5          | Bartosz Palusko                                                       | BMW 325i              | Automobilklub Wielkopolski                       |
| WPP kl.4          | Norbert Stańczyk                                                      | Honda Civic           | Automobilklub Radomski - Sekret Serwis Racing    |
| WPP kl.3          | Jakub Sudoł                                                           | Honda Civic           | Automobilklub Wielkopolski                       |
| WPP kl.2          | Jacek Norkiewicz                                                      | Volkswagen Polo       | Automobilklub Wielkopolski                       |
| WPP kl.1A         | Krzysztof Mencel                                                      | Fiat Cinquecento      | Automobilklub Wielkopolski                       |
| WPP kl.1N         | Jakub Paczkowski                                                      | Fiat Cinquecento      | Automobilklub Wielkopolski                       |